# La pluma del arcángel
La pluma del arcángel es una película dramática venezolana de 2002 dirigida por Luis Manzo, basada en un cuento de Arturo Uslar Pietri. Fue seleccionada como la entrada venezolana a la Mejor Película en Lengua Extranjera en los 75º Premios Óscar, pero no fue nominada.

## Elenco
- Iván Tamayo como Gabriel Vilano
- Roque Valero como Lazarillo
- Elaiza Gil como Fina
- Alejo Felipe como Coronel